# غاردينر غرين هوبارد
غاردينر غرين هوبارد (بالإنجليزية: Gardiner Greene Hubbard)‏ (مواليد 25 أغسطس 1822 - الوفاة 11 ديسمبر 1897)، هو محام، ممول ، ومُحسن أمريكي. كان أول رئيس لجمعية ناشيونال جيوغرافيك، وواحد من مؤسسي وأول رئيس لشركة بيل للهاتف، والتي تطورت لاحقا لتصبح إيه تي أند تي(AT & T)، والتي كانت في وقت من الأوقات، أكبر شركة هاتف في العالم.
واحدة من بناته، مابيل هوبارد ، أصبحت زوجة العالم ومخترع الهاتف ألكسندر غراهام بيل.

## روابط خارجية
- غاردينر غرين هوبارد على موقع ميوزك برينز (الإنجليزية)